# Marian Janicki (polityk)
Marian Józef Janicki (ur. 24 maja 1954 w Odolanowie) – polski polityk, urzędnik samorządowy, poseł na Sejm X i IV kadencji.

## Życiorys
Ukończył w 1985 studia ekonomiczne w Wyższej Szkole Nauk Społecznych przy Komitecie Centralnym Polskiej Zjednoczonej Partii Robotniczej. Wcześniej po ukończeniu zasadniczej szkoły zawodowej pracował jako kowal maszynowy w Zakładach Naprawczych Taboru Kolejowego w Ostrowie Wielkopolskim, a od 1975 jako pracownik etatowy Zarządu Powiatowego Związku Socjalistycznej Młodzieży Wiejskiej i Zarządu Wojewódzkiego Związku Socjalistycznej Młodzieży Polskiej. Od 1982 do 1984 pełnił funkcję II sekretarza Komitetu Miejsko-Gminnego Polskiej Zjednoczonej Partii Robotniczej w Odolanowie. W 1984 został powołany na stanowisko naczelnika gminy i miasta Odolanów, w latach 1990–2001 pełnił funkcję burmistrza tego miasta.
W 1989 został posłem na Sejm X kadencji w okręgu ostrowskim, w trakcie kadencji przeszedł do Poselskiego Klubu Pracy. W wyborach parlamentarnych w 1997 bez powodzenia ubiegał się o mandat poselski z listy Unii Pracy w województwie kaliskim. Ponownie został posłem w 2001 z ramienia koalicji Sojusz Lewicy Demokratycznej – Unia Pracy (jako reprezentant UP), kandydował w okręgu kaliskim. W 2005 nie ubiegał się o reelekcję. W tym samym roku objął funkcję wiceburmistrza Odolanowa, którą utrzymał również po wyborach samorządowych w 2006. W 2014 został natomiast wybrany na burmistrza, a w 2018 z powodzeniem ubiegał się o reelekcję.
W 2024 nie kandydował na kolejną kadencję; został natomiast wówczas wybrany na radnego powiatu ostrowskiego.

## Odznaczenia
- Srebrny Krzyż Zasługi (1988)[5]
- Złote Odznaczenie im. Janka Krasickiego
- Srebrne Odznaczenie im. Janka Krasickiego
- Brązowe Odznaczenie im. Janka Krasickiego
- Medal „Za zasługi dla obronności kraju” (1979)